# Imperial (серия комиксов)
Imperial — ограниченная серия комиксов, состоящая из 4 выпусков, которую в 2014 году издавала компания Image Comics.

## Синопсис
Главным героем является парень по имени Марк. Через 2 недели ему предстоит жениться, однако он может сделать другой выбор и стать следующим заглавным супергероем.

## История создания
Сигал наблюдал за работами Марка дос Сантоса несколько лет, прежде чем решиться делать с ним комикс.

### Выпуски
| № | Дата выхода      | Оценка на Comic Book Roundup    | Предполагаемый объём продаж (первый месяц) |
| - | ---------------- | ------------------------------- | ------------------------------------------ |
| 1 | 6 августа 2014   | 6,7 из 10 на основе 17 рецензий | 13 889, позиция в Северной Америке — 153   |
| 2 | 10 сентября 2014 | 7,1 из 10 на основе 5 рецензий  | 6 887, позиция в Северной Америке — 276    |
| 3 | 8 октября 2014   | 6,2 из 10 на основе 4 рецензий  | н/д                                        |
| 4 | 5 ноября 2014    | 8,3 из 10 на основе 3 рецензий  | н/д                                        |

### Сборники
| Название | Тип            | Дата выхода   | Собранный материал | Кол-во страниц | ISBN                       | Предполагаемый объём продаж (первый месяц) |
| -------- | -------------- | ------------- | ------------------ | -------------- | -------------------------- | ------------------------------------------ |
| Imperial | Мягкая обложка | 8 апреля 2015 | Imperial #1-4      | 144            | 978-1632152244, 163215224X | 701, позиция в Северной Америке — 218      |

## Отзывы
На сайте Comic Book Roundup серия имеет оценку 7,1 из 10 на основе 29 рецензий. Джефф Лейк из IGN дал первому выпуску 8 баллов из 10 и отметил, что «стиль [художника] прост, но привлекателен». Миган Дамор из Comic Book Resources посчитала, что «как и главный герой, Imperial #1 до боли посредственен». Грегг Кацман из Comic Vine поставил дебюту 4 звезды из 5 и написал, что «контраст между Марком и Империалом действительно забавен». Дэвид Брук из AIPT подчёркивал, что «рисунки Марка Дос Сантоса очень простые, с тонкими линиями и небольшим количеством деталей».